# Cassiano Gabus Mendes
Cassiano Gabus Mendes (São Paulo, 29 de julio de 1929 - São Paulo, 18 de agosto de 1993) fue un locutor de radio, autor de telenovelas y pionero de la televisión brasileña. Fue hijo del locutor de radio Octavio Gabus Mendes y padre de los actores Cássio y Tato Gabus Mendes.

## Biografía
Durante su carrera en la televisión fue actor, guionista, director, productor, sonidista y autor de telenovelas. Fue el primer director artístico de TV Tupi, el primer canal de televisión de Brasil y de América del Sur que más adelante se convertiría en Rede Tupi. Ocupó el cargo durante más de una década, y creó varios programas históricos como TV de Vanguarda y Alô Doçura.
Después de un breve pasaje por Rede Excelsior en 1967, regresó a TV Tupi con la idea inicial para la telenovela Beto Rockfeller, escrita por Bráulio Pedroso y dirigida por Lima Duarte y Walter Avancini. Esta producción fue un hito en la historia de la telenovela brasileña, pues no apeló a las actuaciones dramáticas y artificiales imperantes hasta entonces, adoptó un tono realista y coloquial para los diálogos (como ya se había hecho en Ninguém Crê em Mim de Rede Excelsior), los personajes comentaban las noticias y temas de la época, utilizó una banda sonora con los temas más escuchados del momento (The Beatles, The Rolling Stones, etc.) en lugar de temas sinfónicos, fue la primera en utilizar técnicas de merchandising e introdujo el personaje del antihéroe. Todas estas innovaciones modernizaron el género telenovela y fueron aceptadas por el público que se veía reflejado en la trama y en los escenarios.
Debido al declive de TV Tupi pasó brevemente por TV Cultura y luego a Rede Globo donde como autor de telenovelas se convirtió en uno de los más importantes autores del género. En un principio sus novelas eran consideradas por la crítica como exhibiciones futíles de conflictos entre ricos y pobres, hasta que se reconoció en su trabajo a un amargo observador de la mezquindad humana, y que buscaba retratar a personajes típicos de una sociedad vacía y superficial.
La telenovela Anjo Mau (1976) de Rede Globo, protagonizada por Susana Vieira, fue su éxito más popular. En 1997 se hizo una nueva versión, adaptada por Maria Adelaide Amaral y protagonizada por Gloria Pires. Esta adaptación también fue un éxito de audiencia, pero no alcanzó la popularidad de la versión original.
Si bien en los años 1970 escribió varias telenovelas exitosas como Locomotivas (1977) y Marron Glacê (1979-1980), se consagró en la década siguiente con producciones para el horario de las siete de la tarde que alcanzaron gran popularidad, como Elas por Elas (1982), Ti Ti Ti (1985-1986), Brega & Chique (1987), y en particular con Que Rei Sou Eu? (1989), una sátira en forma de aventura de capa y espada, sobre la situación política en Brasil al final del gobierno de José Sarney. También escribió dos novelas para el horario central: Champagne (1983) y Meu Bem, Meu Mal (1990).
La principal característica de sus obras, era el tono irónico y la sátira de costumbres sobre la sociedad brasileña de su época. Varios autores renombrados como Sílvio de Abreu, Maria Adelaide Amaral y Carlos Lombardi lo consideran una gran influencia. Lombardi lo tuvo como actor en Perigosas Peruas (1992), a pesar de que hacía varias décadas que había abandonado la actuación. En principio solo se trataba de una participación especial, pero permaneció durante la telenovela entera.
Varias de sus telenovelas fueron recreadas en la televisión chilena. La adaptación de Marrón Glacé (1993) fue tan exitosa que, a diferencia de la original, tuvo una segunda parte: Marrón Glacé, el regreso (1996).
Estuvo casado con la actriz de radioteatro Helena Sanches Mendes. Sus dos hijos, Cássio Gabus Mendes y Tato Gabus Mendes, son importantes actores brasileños al igual que su cuñado Luis Gustavo.
Cassiano Gabus Mendes falleció de un infarto de miocardio, cuando se estaban emitiendo los capítulos finales de su última telenovela, O Mapa da Mina (1993).

## Trayectoria

### Como autor

#### Historias originales
- O Mapa da Mina (Rede Globo, 1993) (con Maria Adelaide Amaral)
- Meu Bem, Meu Mal (Rede Globo, 1990-1991) (con Maria Adelaide Amaral y Djair Cardoso)
- Que Rei Sou Eu? (Rede Globo, 1989)
- Brega & Chique (Rede Globo, 1987)
- Ti Ti Ti (Rede Globo, 1985-1986)
- Champagne (Rede Globo, 1983-1984)
- Mario Fofoca (Rede Globo, 1983) (con Bráulio Pedroso, Carlos Eduardo Novaes y Luís Fernando Veríssimo)
- Elas por Elas (Rede Globo, 1982)
- Plumas e Paetês (Rede Globo, 1980-1981) (con Silvio de Abreu)
- Marron Glacê (Rede Globo, 1979-1980)
- Te Contei? (Rede Globo, 1978)
- Locomotivas (Rede Globo, 1977)
- Anjo Mau (Rede Globo, 1976)
- Beto Rockfeller (Rede Tupi, 1968-1969) (con Bráulio Pedroso)
- Alô Doçura (Rede Tupi 1953-1964)

#### Adaptaciones
- O Amor Tem Cara de Mulher (Rede Tupi, 1966) Original de Nené Cascallar.

#### Nuevas versiones de sus historias
- Elas por Elas (Rede Globo, 2023) (adaptación de Elas por Elas) por Thereza Falcão y Alessandro Marson.
- Ni contigo ni sin ti (Televisa, 2011) (adaptación de Te Contei?) por Gabriela Ortigoza.
- Ti Ti Ti (Rede Globo, 2010-2011) (adaptación de Ti Ti Ti y Plumas e Paetês) por Maria Adelaide Amaral.
- Anjo Mau (Rede Globo, 1997-1998) (adaptación de Anjo Mau) por Maria Adelaide Amaral.
- Marrón Glacé, el regreso (Canal 13 de Chile, 1996) (continuación de Marrón Glacé de 1993) por Fernando Aragón y Arnaldo Madrid.
- El amor está de moda (Canal 13 de Chile, 1995) (adaptación de Ti Ti Ti) por Gerardo Cáceres.
- Champaña (Canal 13 de Chile, 1994) (adaptación de Champagne) por Fernando Aragón y Arnaldo Madrid.
- Rompecorazón (Televisión Nacional de Chile, 1994) (adaptación de Brega & Chique) por Jorge Marchant y Sergio Bravo.
- Marrón Glacé (Canal 13 de Chile, 1993) (adaptación de Marron Glacê) por Fernando Aragón y Arnaldo Madrid.
- Fácil de amar (Canal 13 de Chile, 1992) (adaptación de Plumas e Paetês) por Javier Larenas Peñafiel.
- Ellas por ellas (Canal 13 de Chile, 1991) (adaptación de Elas por Elas) por Silvia Hojman y Claudio Navarro.
- ¿Te conté? (Canal 13 de Chile, 1990) (adaptación de Te Contei?) por Jorge Díaz Saenger.
- Bellas y audaces (Televisión Nacional de Chile, 1988) (adaptación de Locomotivas) por Jorge Marchant.
- Ángel malo (Canal 13 de Chile, 1986) (adaptación de Anjo Mau) por Jorge Díaz Saenger.

### Como actor
- Perigosas Peruas (Rede Globo, 1992) - D. Franco Torremolinos